# Cerkiew św. Michała Archanioła w Żurobicach
Cerkiew pod wezwaniem św. Michała Archanioła – prawosławna cerkiew filialna w Żurobicach. Należy do parafii św. Dymitra w Żerczycach, w dekanacie Siemiatycze diecezji warszawsko-bielskiej Polskiego Autokefalicznego Kościoła Prawosławnego.

## Informacje ogólne
Dawna świątynia unicka. Wzniesiona pod koniec XVIII lub na początku XIX w. Znajdowała się na południowych obrzeżach Żurobic; w 1845 została przeniesiona na cmentarz. Wieżę-dzwonnicę dobudowano w 1953.
Budowla drewniana, o konstrukcji zrębowej, orientowana, salowa, zamknięta trójbocznie. Nad wejściem dwuspadowy daszek. Nad kruchtą wieża-dzwonnica zwieńczona ostrosłupowym blaszanym hełmem. Nad nawą jednokalenicowy dach kryty gontem z umiejscowioną centralnie wieżyczką, zwieńczoną baniastym hełmem. Wokół cerkwi i cmentarza murowane ogrodzenie z lat 50. XX w.
Uroczystość patronalna obchodzona jest 21 listopada (według starego stylu 8 listopada).
Cerkiew wpisano do rejestru zabytków 25 listopada 1966 pod nr A-47.